# Bandidus aeratus
Bandidus aeratus is een insect uit de familie van de mierenleeuwen (Myrmeleontidae), die tot de orde netvleugeligen (Neuroptera) behoort. 
Bandidus aeratus is voor het eerst wetenschappelijk beschreven door New in 1985.